# مایدان سکوردیووسکی
مایدان سکوردیووسکی (به لاتین: Majdan Skordiowski) یک روستا در لهستان است که در گمینا دوروخوسک واقع شده‌است. مایدان سکوردیووسکی  ۱۴۰ نفر جمعیت دارد.